# Lletania dels sants
La lletania dels sants és una oració cristiana en la qual es demana la intercessió de tots els sants, és a dir, d'aquells reconeguts com a models de conducta cristiana i que per això gaudeixen de la felicitat del cel, i poden intercedir pels que encara som a la terra, segons la fe de l'Església catòlica i també de l'Església Ortodoxa. És un dels precs més solemnes de l'Església catòlica.

## Usos: pregària solemne de l'Església catòlica
L'oració en forma de lletania actualment queda a l'Església catòlica com a vestigi d'altres èpoques en què eren molt habituals: diverses oracions en la missa i fora d'ella són una mostra d'aquest ús, com són el Kyrie eleison o l'Agnus Dei, o les lletanies de la Mare de Déu en honor de la Verge, en el res del rosari. Si bé, aquesta invocació als sants és usada només en les ocasions més solemnes i importants de la litúrgia cristiana: en la litúrgia més important de l'any, la Vetlla Pasqual, es demana la protecció de l'església celeste per tot el poble cristià i, en especial, per aquells que s'incorporaran a l'Església pel baptisme amb les aigües beneïdes aquesta nit solemne. Altres ocasions de gran importància en les quals també es fa servir són les dedicacions de noves esglésies o les ordenacions de diaques, sacerdots o bisbes, així com benediccions d'abats, abadesses i verges, com a actes de consagració a Déu de major envergadura, sigui d'un edifici material com de l'assumpció personal d'una opció radical de vida evangèlica. També es canten a la canonització de nous sants o en l'inici del Conclau per triar nou papa, actes del magisteri papal molt important. A més d'aquests actes solemnes en la litúrgia de l'Església Catòlica (els més solemnes potser dins de la mateixa), queda també obert el seu ús, per descomptat, a la devoció personal i a les súpliques davant necessitats greus i importants, en les quals s'implora la invocació no d'un sant, tingut com a protector davant d'una determinada necessitat, sinó de tota la cort celestial.

## Seccions
El res de la lletania dels sants, encara que pot ser tant ampliada com reduïda segons sembli convenient, sempre dins del que marca la litúrgia oficial de l'Església (en els baptismes de nens es fa servir una secció molt breu, per exemple), compta amb una estructura fixa i inalterable:
- I. Súplica a Déu: s'inicia amb l'aclamació kyrie eleison, Senyor, tingueu pietat, i, en la seva versió ampliada, segons consta en el Gradual Romà, la súplica trinitària: déu Pare del cel, tingues misericòrdia de nosaltres, Déu Fill, redemptor del món, tingues misericòrdia de nosaltres, etc.
- II. Invocacions als sants: després segueixen les invocacions als sants pròpiament dites. S'enuncia el seu nom i es respon amb la petició de prega (preguin, pregueu) per nosaltres (per ell/a, en casos concrets). Els sants sempre s'anuncien amb un ordre jeràrquic definit i inalterable. Com a mostra, la llista usada en la solemne Vetlla Pasqual, tot i que hi ha una llista més completa:
  - A) Mare de Déu (amb una o diverses invocacions):
    - Santa Maria, Mare de Déu,

  - B) Sants àngels, patriarques i profetes:
    - Sant Miquel Arcàngel,
    - Sants àngels de Déu,
    - Sant Joan Baptista,
    - Sant Josep,

  - C) Sants apòstols, evangelistes i deixebles del Senyor (sense distinció de sexes en cap apartat, més que els obvis):
    - Sants Pere i Pau,
    - Sant Andreu,
    - Sant Joan,
    - Santa Maria Magdalena,

  - D) Sants màrtirs:
    - Sant Esteve,
    - Sant Ignasi d'Antioquia,
    - Sant Llorenç,
    - Santes Perpètua i Felicitat,
    - Santa Agnès,

  - E) Sants bisbes, doctors i pares de l'Església:
    - Sant Gregori el Gran,
    - Sant Agustí,
    - Sant Atanasi d'Alexandria,
    - Sant Basili,
    - Sant Martí,

  - F) Sants preveres i religiosos:
    - Sant Benet,
    - Sants Francesc i Domènec,
    - Sant Francesc Xavier,
    - Sant Joan Maria Vianney,
    - Santa Caterina de Siena,
    - Santa Teresa d'Àvila.

  - G) Sants laics: (en la llista pasqual no es nomena cap, però aquí solen constar, en llistes més àmplies, santa Mònica, sant Ferran o santa Isabel).
  - F) Invocació genèrica: sants i santes de Déu.

Aquesta llista és ampliable, respectant el seu format original per a cadascuna de les celebracions litúrgiques. És més, es recomana que es faci amb els sants (mai beats), patrons del lloc o de protecció especial, però sempre respectant l'ordre jeràrquic establert i no amb un simple afegit al principi o al final, com es veu en alguns llocs d'Internet.
- III. Invocacions a Crist: invocacions i peticions de protecció al Senyor sobre diverses afliccions, pels mèrits de la seva vida, mort i resurrecció, com ara:
  - De tot mal, deslliureu-nos, Senyor. (...)
  - Per la teva encarnació, lliura'ns, Senyor.
  - Per la teva mort i resurrecció, lliura'ns, Senyor.
- IV. Súpliques per diverses necessitat: segueix la part més variable, en la qual, a mode de pregària universal, es demana per les necessitats dels reunits i pels que s'invoca (ordenats en un ordre, catecúmens al baptismes, etc.). Es respon amb "Et-nos, senyor".
  - Nosaltres, que som pecadors, et nos, senyor.
  - Perquè (...), et nos, senyor.
  - Jesús, Fill de Déu viu, et nos, senyor.
- V. Conclusió: com a conclusió, s'afegeix la frase més habitual: Crist tingueu pietat, Crist escolta'ns, o, també, en les versions més extenses, la lletania amb el: Anyell de Déu que lleveu el pecat del món, escolteu-nos, Senyor, etc., a més d'una oració conclusiva, dirigida a Déu.

Aquesta fórmula tan completa i solemne, a més, es realitza sempre cantada i de genolls, a excepció dels diumenges i en el temps de Pasqua, en què es fa de peus.